# Osmar Baquit
Francisco Osmar Diógenes Baquit (Quixadá, 04 de outubro de 1963) é um político brasileiro. Atualmente está em seu sétimo mandato de Deputado Estadual.

## Biografia
Nasceu em Quixadá, na região do Sertão Central cearense, no ano de 1963, filho do ex-prefeito de Quixadá, Aziz Baquit, e Paula Francinete Diógenes Baquit. É neto de sírio-libaneses, Rosa Oka e Abrahão Baquit. 
É casado, pai de três filhos, acadêmico em Ciências Políticas pela Universidade de Fortaleza e empresário.

## Vida política
Começou na vida pública se elegendo vice-prefeito de Quixadá em 1996, na chapa de Dr. Francisco Mesquita (PSDB). Dois anos depois, em 1998 é eleito para seu primeiro mandato como Deputado Estadual pelo PL, com 18.164 votos. Em 2002, é reeleito para o cargo de Deputado pelo PSDB, obtendo 41.280 votos. No mandato, foi líder dos Governos Beni Veras (2002) e Lúcio Alcântara (2003/2004). 
Em 2006, é reeleito para o seu terceiro mandato de Deputado pelo PSDB, com 44.818 votos. Em 2010, consegue o seu quarto mandato consecutivo de Deputado, também no PSDB, com 59.983 votos. Em 2014, se reelege para mais um mandato, agora pelo PSD, com 47.360 votos. Em 26 de junho de 2017, o PSD nacional e estadual expulsou o deputado da legenda, sobre a alegação de infidelidade partidária.
Em 27 de março de 2018, Osmar Baquit se filia ao PDT. No mesmo ano, é eleito para mais um mandato no parlamento, obtendo 53.114 votos.
Nas eleições de 2022, Osmar conseguiu ser eleito para o sétimo mandato consecutivo de deputado estadual. Seu partido, o PDT, conseguiu eleger 13 deputados e Osmar obteve a quinta maior votação dentre eles, com 79.769 votos.
Em janeiro de 2025, Osmar Baquit assumiu provisoriamente uma das secretarias municipais regionais da Prefeitura de Fortaleza, auxiliando na gestão do ex-deputado Evandro Leitão. No entanto, revelou desde o primeiro dia que pretendia retornar à Assembleia Legislativa e disputar o oitavo mandato em 2026. Por aliança com o prefeito Evandro Leitão (PT) e o senador Cid Gomes (PSB), Osmar Baquit filiou-se ao PSB em fevereiro de 2025.

## Presidente do Fortaleza EC
No dia 9 de outubro de 2011, Osmar Baquit vence a eleição e é eleito presidente do Fortaleza Esporte Clube, nomeando Jorge Mota como Diretor de Futebol. Osmar foi reeleito presidente com 90% dos votos, com 92 votos contra 11 votos para o adversário Alexandre Borges.

## Troféus
- Troféu Flávio Ponte (Oscar do Esporte Cearense de 2012): Dirigente do ano[10]